# Llanero

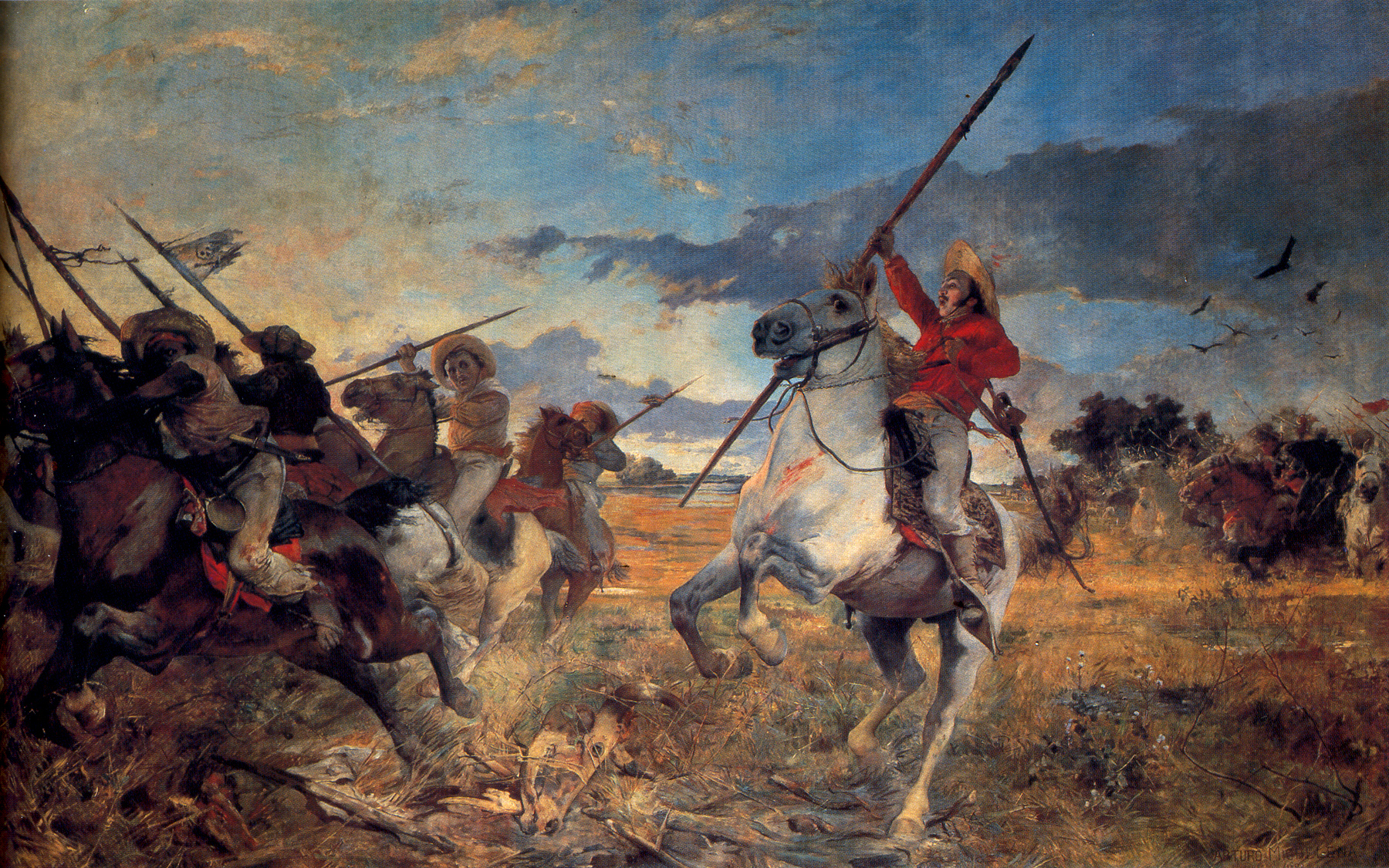
Vuelvan Caras ("Giratevi") è un olio di Arturo Michelena che illustra un episodio della Battaglia di Las Queseras del Medio, nel momento in cui José Antonio Páez ordina ai suoi llaneros di fare dietrofront per attaccare la cavalleria spagnola che li seguiva

In castigliano, il termine llanero si riferisce alle persone oriunde dei Llanos, le savane della zona intertropicale della parte nord del bacino del fiume Orinoco che comprende i due Paesi del Nord dell'America Meridionale: Colombia e Venezuela.
In Colombia la regione è conosciuta come gli Llanos Orientales.
In Venezuela la regione è conosciuta come Región de los Llanos (comprende gli stati venezuelani: Apure, Barinas, Cojedes, Guárico, Anzoátegui, Monagas, Portuguesa, Yaracuy).

## Storia
Il Llanero, figura comune ai due paesi vicini, è comunemente concorde con un "jinete" colombiano e/o venezuelano che si dedica in generale alla cura del bestiame nei grandi latifondi della regione. Questa occupazione risale all'epoca coloniale. I Llaneros svolsero un ruolo decisivo nelle epiche battaglie delle guerre di indipendenza sudamericane, in battaglie come Urica, La Puerta, Las Queseras del Medio, Pantano de Vargas, Boyacá, Carabobo,  Junin e Ayacucho.
Con la dissoluzione della Gran Colombia nel 1830, la vastissima area di Los llanos rimase divisa internazionalmente (anche se formalmente lo era già durante l'Impero Spagnolo, dato che i "Llanos" erano divisi tra la Capitaneria Generale del Venezuela e il Vicereame della Nuova Granada), con limiti fluviali e terrestri poco definiti, molto facilmente valicabili e poco vigilati, e dunque l'unità culturale continuò grazie ai numerosi fiumi che le collegano, per la condivisione di lingua ed etnicità, che si manifesta nelle medesime tradizioni culturali e religiose.
L'epoca di massimo apogeo nelle pianure venezuelane durante la guerra (espressa dall'auge di caudillos come José Antonio Páez), cominciò a declinare verso la fine del XIX secolo quando il Venezuela dipendeva principalmente dall'allevamento del bestiame e dall'agricoltura.
In quanto alla Colombia, le zone dei llaneros furono catalogate come territori nazionali (minore dignità amministrativa) fino al 1959 quando il territorio del Meta fu elevato a dipartimento; altri territori furono elevati nel 1991 ed oggi sono fondamentali per l'economia colombiana perché lì si trovano i suoi principali giacimenti di idrocarburi e gran parte della sua ricchezza del bestiame ed agricola.

## Etimologia del nome
La parola "Llanero" deriva dalla Pianura (los Llanos), come questo modo si definiscono generalmente i nativi della regione in entrambi i paesi e lo stesso può equipararsi alla figura del gaucho in Argentina ed Uruguay, a quella del Huaso in Cile ed al cowboy o vaquero statunitense, al charro messicano, e al Qorilazo peruviano della fine del XIX secolo.

## Etnografia
Il llanero di sesso maschile (come i cow-boy statunitensi o i gaucho argentini) è un personaggio caratterizzato da grande coraggio, forza, resistenza e soprattutto grande destrezza nel cavalcare. Di solito è un meticcio, spesso mulatto o zambo, di alta statura e di buona intelligenza e salute, anche se culturalmente sprovveduto, anzi molto spesso totalmente analfabeta.

## Cultura
Oltre alla tipologia di vaccaro che possiede il llanero, una delle caratteristiche etno-culturali che unisce i popoli della pianura alluvionale dei due paesi sudamericani è la musica abbinata alla danza del joropo, così come gli strumenti musicali associati a questa musica: il cuatro (una chitarra a quattro corde), il furruco (tamburo con un legno che sfregato provoca un suono di basso), il güiro (strumento a sfregamento), che sono autoctoni della regione, associate alle maracas (diffuse in tutta l'area dei Caraibi).

## I llaneros nella cultura di massa
- Rómulo Gallegos, Doña Barbara, libro del 1929, Caracas, ISBN 978-84-935493-2-9 .